# William McMaster Murdoch
William McMaster Murdoch   (Dalbeattie, 28 de febrer de 1873 - Oceà Atlàntic Nord, 15 d'abril de 1912) va ser un mariner britànic que va perdre la vida a bord del transatlàntic RMS Titanic, on va treballar contractat per la naviliera White Star Line com a primer oficial. Era l'oficial al comandament en el pont del Titanic la nit en què aquest va col·lisionar amb un iceberg. En aquest desastre, van morir al voltant de 1.500 persones enmig de l'Atlàntic nord. A més, va ser tinent de la Reserva Naval de la Marina Real Britànica.

## Biografia
Murdoch va néixer a Dalbeattie, Dumfries i Galloway, Escòcia, sent el quart fill del capità Samuel Murdoch, experimentat mariner, i de Jane Muirhead. Els Murdoch eren una gran i coneguda família de marins escocesos que havien navegat pels oceans del món des de començaments del segle xix. El pare i l'avi de William havien estat capitans de la Marina, així com també ho van ser quatre germans del seu avi.
En primera instància, Murdoch va ser educat a l'antiga Escola Primària Dalbeattie, a High Street, i després a l'Institut d'Alpine Street fins que es va diplomar el 1887. Era molt conegut per ser un alumne intel·ligent i molt treballador. Després de finalitzar els seus estudis, Murdoch va seguir la tradició marítima de la seva família i va ser aprenent durant cinc anys per a William Joyce & Coy, a Liverpool, però després de quatre anys (i quatre viatges) va ser considerat tan competent i bo en el seu treball que va aconseguir el seu Second Mat's Certificate (Certificat de Segon Pilot) al primer intent.

### Primers anys en el mar
Va posar a prova el seu aprenentatge quan va abordar el Charles Cosworth de Liverpool, viatjant a la costa oest d'Amèrica del Sud. El capità d'aquest vaixell era James Kitchen, amb qui Murdoch va haver d'afrontar un viatge realment difícil a bord del veler, que va tenir complicacions en alta mar. Passant pel Cap Horn, van arribar a la ciutat de San Francisco. En el viatge de tornada, van passar novament pel Cap Horn i van finalitzar a Dublín. Després d'això, la seva família el va reconèixer com un veritable mariner, ja que no els considerava com a tal fins que no haguessin creuat el Cap Horn d'anada i tornada. Els següents viatges a bord del Charles Cosworth van tenir com a destinacions a Portland, Oregon el 1889 i 1890, Valparaíso el 1890 i 1891 i Iquique el 1891 i 1892. El 1892, va deixar el vaixell i va aconseguir el seu certificat de segon oficial. Es va mantenir allunyat del mar fins a l'agost de 1893, quan es va allistar com a tripulant del vaixell perforador Iquique en el qual va treballar com a segon oficial. El capità era Samuel Murdoch, el seu pare. En la tripulació del Iquique hi havia alguns homes de l'àrea de Dalbeattie, un d'ells era el primer oficial George Meldrum que ja havia tingut experiències de navegant sota el comandament del capità Samuel Murdoch. L'Iquique va viatjar des de Rotterdam a Frederikstad (Suècia) i des d'allà a Ciutat del Cap, seguint cap a les ciutats de Newcastle (Austràlia), Antofagasta i Iquique. Finalment, van desembarcar a Londres i va ser l'últim viatge en el qual Murdoch va anar amb el seu pare com a capità.Al març de 1895, va rebre el seu certificat de primer oficial. i des de maig d'aquell any va treballar com a primer oficial a bord del Saint Cuthbert. Mentre va servir en aquesta embarcació, van viatjar des d'Ipswich cap a Maurici i des d'allà cap a Newport, també visitant Newcastle (Austràlia), Callao (Perú) i Hamburg. El Saint Cuthbert es va enfonsar després de patir les conseqüències d'un huracà en la costa d'Uruguai, el 1897.
El 1896, Murdoch va aconseguir l'Extra Master's Certificate a Liverpool. El 1897, es va inscriure com a primer oficial a bord del J. Joyce & Co. que va navegar des de Nova York cap a Xangai per després anar cap a Portland, Oregon i des d'allà a Tsientin, Xina. Després, va tornar novament per Portland i van finalitzar a Anvers (Bèlgica) on Murdoch va deixar el càrrec el 1899.

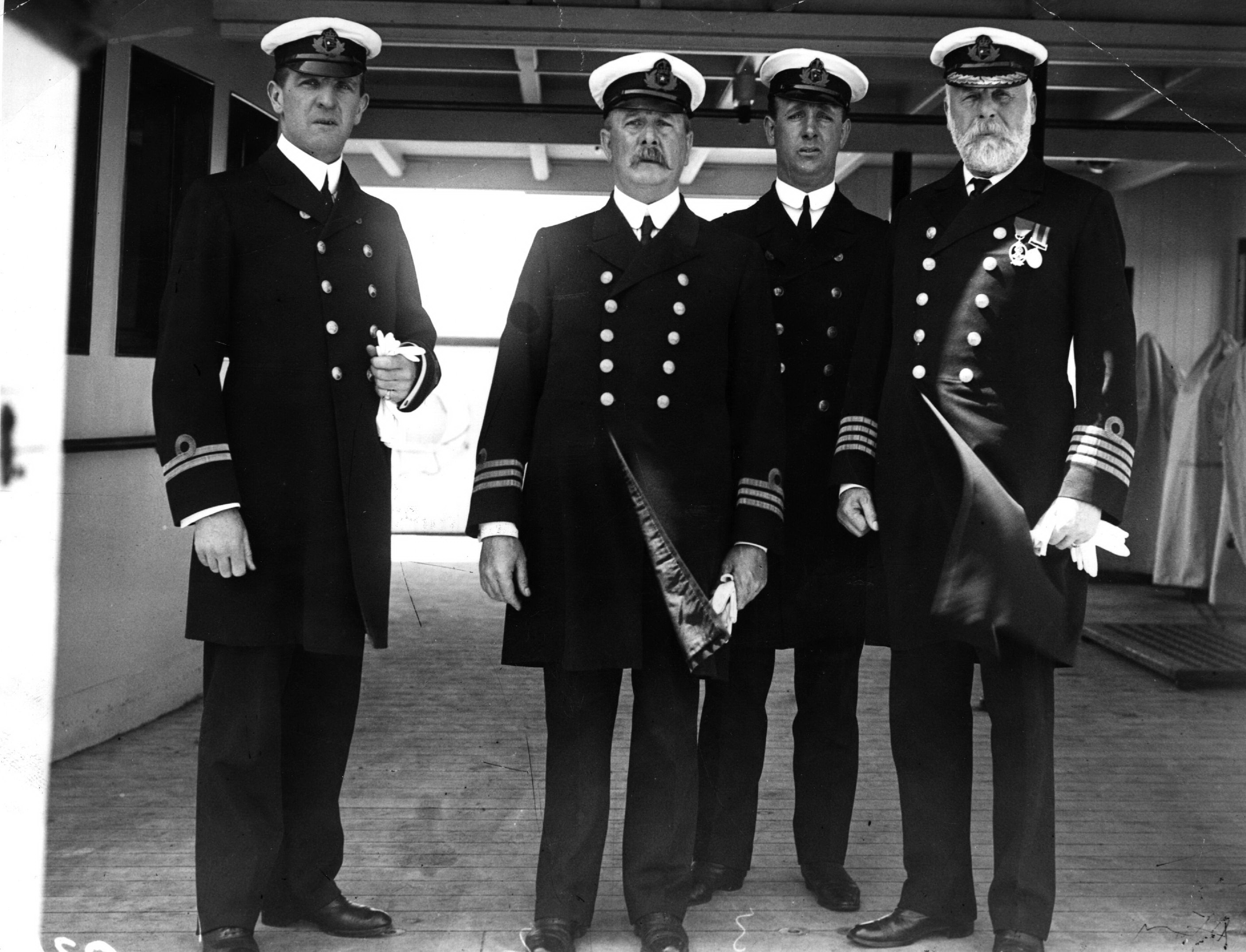
D'esquerra a dreta: Murdoch, Cap enginyer Joseph Evans, Quart oficial David Alexander i capità Edward J. Smith, a l Olympic

### Ingrés a la White Star Line
Després d'aquests anys d'experiència, Murdoch va ingressar en la White Star Line. El seu primer viatge en l'empresa va ser el 1899 a bord del SS Medic on va treballar al costat de Charles Lightoller (que seria posteriorment segon oficial del Titanic), com a quart oficial. Aquest navili va partir des de Liverpool cap a Austràlia. En el segon viatge del Medic, Murdoch va servir com a tercer oficial. El 26 de març de 1901, va estar a Melbourne i al juny d'aquest any va ser ascendit a segon oficial a bord del Runic (1901-1903). Va ser en aquest vaixell on Murdoch va conèixer Ada Florence Banks, una mestra neozelandesa que després es convertiria en la seva esposa.

### Incident a bord de l'Arabic
El 1903, va ingressar al SS Arabic com a segon oficial. Aquest buc realitzava la ruta entre Liverpool i Nova York. Aquell mateix any, a bord d'aquest vaixell va tenir lloc un singular esdeveniment que després es recolliria en diversos llibres. Una nit a bord del vaixell, el tercer oficial Edwin Jones va entrar al pont al costat de Murdoch en el moment en què un dels vigies va anunciar que un vaixell es trobava just davant del camí de l'Arabic. La visibilitat era molt pobra i mentre tots esperaven que s'encenguessin les llums del pont per observar què succeïa, Murdoch va reaccionar. Va empènyer a un dels caps cap a un costat i es va posar al comandament del timó ell mateix, mantenint al buc en curs. El primer oficial Fox, que encara estava al pont, va donar l'ordre de "tot a babord" però Murdoch no va reaccionar. Quan el primer oficial Fox es va adonar del seu error, va ordenar: "Timó en crugia!, Ferm!, Ferm com fins ara!". Aquestes ordres simplement confirmaven les accions de Murdoch, que havia actuat per pròpia iniciativa sense rebre ni una ordre. Sense pertorbar-se, Murdoch va mantenir el timó quiet sense moure'l ni un centímetre, la qual cosa va evitar la col·lisió. El tercer oficial Jones va quedar molt impressionat per l'actitud de Murdoch i la hi va comunicar al capità, explicant-li que mentre cap tripulant havia vist l'altre buc i mentre tractaven d'acostumar els seus ulls a la llum del pont, Murdoch ja havia entrat en acció. Jones finalment va declarar que "mai va haver-hi un millor oficial. Serè, capaç i sempre alerta".
El 1904, va entrar al RMS Celtic com a segon oficial per després ser promogut a primer oficial. Després, va ser transferit al SS Germanic on va romandre com a primer oficial i a bord del qual va estar en dos viatges. El 1905, va anar al RMS Oceanic com a segon oficial, que en aquest buc equivalia a ser primer oficial en altres vaixells inferiors. El 1906, un dels viatges de l'Oceanic no es va poder realitzar a bord d'aquella embarcació, per la qual cosa es va fer servir el RMS Cedric. Part de la tripulació d'aquest buc va romandre-hi i uns altres van ser reemplaçats per membres de l'Oceanic. John G. Cameron va reemplaçar al capità Haddock i Murdoch va servir com a primer oficial. Després de dos viatges a bord del Cedric, Cameron i Murdoch van ser transferits novament a l'Oceanic on William va servir novament com a segon oficial, però únicament per un viatge ja que va ser promogut a primer oficial. El 1907, Murdoch es va convertir en primer oficial a bord del RMS Adriatic, que era llavors el buc més gran de la companyia. Elacpità d'aquest navili era Edward John Smith. L'Adriatic va fer el seu primer viatge des de Liverpool fins a Nova York per després acabar a Southampton, des d'on després la companyia llançaria els seus viatges cap als Estats Units. Murdoch va romandre en el vaixell fins al maig de 1911 quan va ser transferit al RMS Olympic, que s'havia convertit en la nau més gran de la companyia. El capità era Edward John Smith, el cap d'oficials era Henry Wilde i el segon oficial era Robert Hume, de Colvend. En l'Olympic, Murdoch va servir com a primer oficial. El cinquè viatge de l'Olympic va tenir un inesperat incident. Quan deixaven Southampton, l'Olympic va col·lisionar amb el Hawke, sofrint greus danys que el van portar a avortar un dels viatges. En canvi, va haver de viatjar a Belfast per reparacions. Mentrestant, la tripulació va haver de declarar en una recerca sobre el xoc. Recentment al novembre de 1911, l'Olympic va tornar a viatjar a Nova York, però el març de l'any 1912, va haver de ser portat una altra vegada a Belfast per haver perdut una paleta d'una de les hèlixs. Quan l'Olympic va ser reparat, es preparava un viatge, però Murdoch no va anar i es va quedar a Belfast on va entrar com a cap d'oficials del RMS Titanic. El capità del Titanic era Haddock, que va abandonar el projecte poc després, sent reemplaçat pel capità Smith. Quan es preparava el viatge inaugural del Titanic, van retirar el càrrec a Murdoch. Henry Wilde va ser transferit al Titanic i va ocupar el càrrec de caps d'oficials, deixant a Murdoch com a primer oficial i a Charles Lightoller com a segon oficial. David Blair, que era el segon oficial original, va haver d'abandonar la tripulació del buc.
Després de mantenir-se en contacte per correu, William Murdoch i Ada Banks es van casar el 2 de setembre de 1907 a l'Església St. Deny de Southampton.
A més de mariner, Murdoch era membre de la Marina Real Britànica on va ser sub-tinent l'any 1905 per després ser ascendit a tinent l'any 1909.

### RMSTitanic
La nit del 14 d'abril de 1912, Murdoch era l'oficial que estava a càrrec de la vigilància. Una vegada albirat l'iceberg, Murdoch va donar ordres de virar el vaixell a babord, en un intent desesperat per esquivar el tèmpan, però l'alta velocitat del buc i la poca distància cap al gegantesc bloc de gel va fer impossible evitar la col·lisió. Segons va informar després el quart oficial Joseph Boxhall, Murdoch va posar el telègraf en "Enrere tot", no obstant això, Frederick Scott va contradir a Boxhall en dir que el telègraf mostrava el senyal de "Alt" ("Stop"). El fogoner Frederick Barrett, també va contradir el relat de Boxhall, dient que els telègrafs van passar de "Full" ("A tota màquina") a "Stop" ("Alt").
Durant o just abans de la col·lisió, Murdoch va poder haver donat una ordre de "Tot a estribord" amb la finalitat que la popa del buc esquivés l'iceberg, segons va sentir el cap Alfred Olliver. El quart oficial Boxhall i el cap Robert Hichens, qui estava al comandament del timó al moment de la col·lisió, també van confirmar que l'última ordre de Murdoch va ser "Tot a estribord", però que malgrat els esforços, l'iceberg va impactar amb el Titanic. Després de la col·lisió, Murdoch va ser assignat com a cap principal per dirigir l'evacuació, per la qual cosa es va dedicar a mantenir l'ordre en alguns dels bots salvavides del costat d'estribord. Segons testimoniatges de supervivents, Murdoch omplia els bots salvavides, a diferència dels seus col·legues que van ser criticats per no omplir-ne la capacitat (60 passatgers). No obstant això, alguns supervivents no van estar d'acord amb aquesta afirmació, al·legant que el bot 1 (a càrrec de Murdoch) va ser baixat amb només 12 passatgers. Així i tot va seguir existint un interminable debat, a causa que el cinquè oficial Harold Lowe va declarar davant la recerca britànica sobre l'enfonsament, que va ser ell qui va donar l'ordre de baixar al bot 1 amb només 12 passatgers a bord, per la qual cosa es dedueix que Murdoch ni tan sols estava a prop del bot 1 ja que segons les regles d'oficialitat, un oficial de rang menor només pot prendre una decisió així en el cas que cap altre oficial de major rang estigui a prop. A més, la versió que Murdoch estava a càrrec del bot 1 va ser aportada pels mariners Horswill i Symons, que es van sumar a la tripulació del Titanic a l'últim moment i que mai havien treballat amb Murdoch anteriorment, per la qual cosa es dubta que poguessin reconèixer-lo. Va haver-hi encara més evidències que suggereixen que Murdoch no va ser l'encarregat d'aquest bot, ja que un dels que va abandonar el Titanic a bord del bot 1 va ser el fogoner Charles Hendrickson que va dir que no sabia el nom de l'oficial encarregat de baixar el bot, però qui ho va fer va disparar bengales d'auxili, i segons les recerques posteriors, l'únic que va disparar aquestes bengales va ser el quart oficial Joseph Boxhall. Almenys, cap altre oficial va dir que havia disparat aquestes bengales i el propi Boxhall va declarar que ell va ser l'únic a utilitzar-les.
A l'hora de l'evacuació, Murdoch va aplicar la regla de "dones i nens primer, i si hi ha cap espai buit, els homes poden omplir-lo". Segons es va establir després, Murdoch va ser l'únic dels oficials del Titanic que va permetre homes a bord dels pots.

### Després de l'enfonsament
Després de l'enfonsament, res més es va saber del primer oficial William Murdoch. Alguns membres de la tripulació com Samuel Hemming i Charles Lightoller van dir que el van veure intentant alliberar el pot salvavides plegable «A» quan el pont es va enfonsar, donant lloc a una onada que el va copejar i el va submergir en el mar. Si el seu cos va ser recuperat, mai va ser identificat.
Després del desastre, alguns supervivents van dir que Murdoch s'havia suïcidat minuts abans del moment final. Altres versions, com la del segon radiotelegrafista, Harold Bride, van dir que va ser vist intentant pujar-se a un pot salvavides, però que va morir a l'aigua i no per suïcidi.
D'altra banda, la seva esposa va deixar el Regne Unit i va viatjar a la seva nativa Nova Zelanda després del desastre. A més, va rebre pagaments provinents d'una fundació destinada a indemnitzar a aquelles persones que depenien econòmicament d'una persona que hagués mort en el naufragi. No obstant això, el 1929 els ingressos es van aturar i encara que no se sap amb certesa el perquè, es presumeix que va ser a causa que la dona no necessitava els diners. Ada Florence Banks va morir en Christchurch, Nova Zelanda, el 1941.

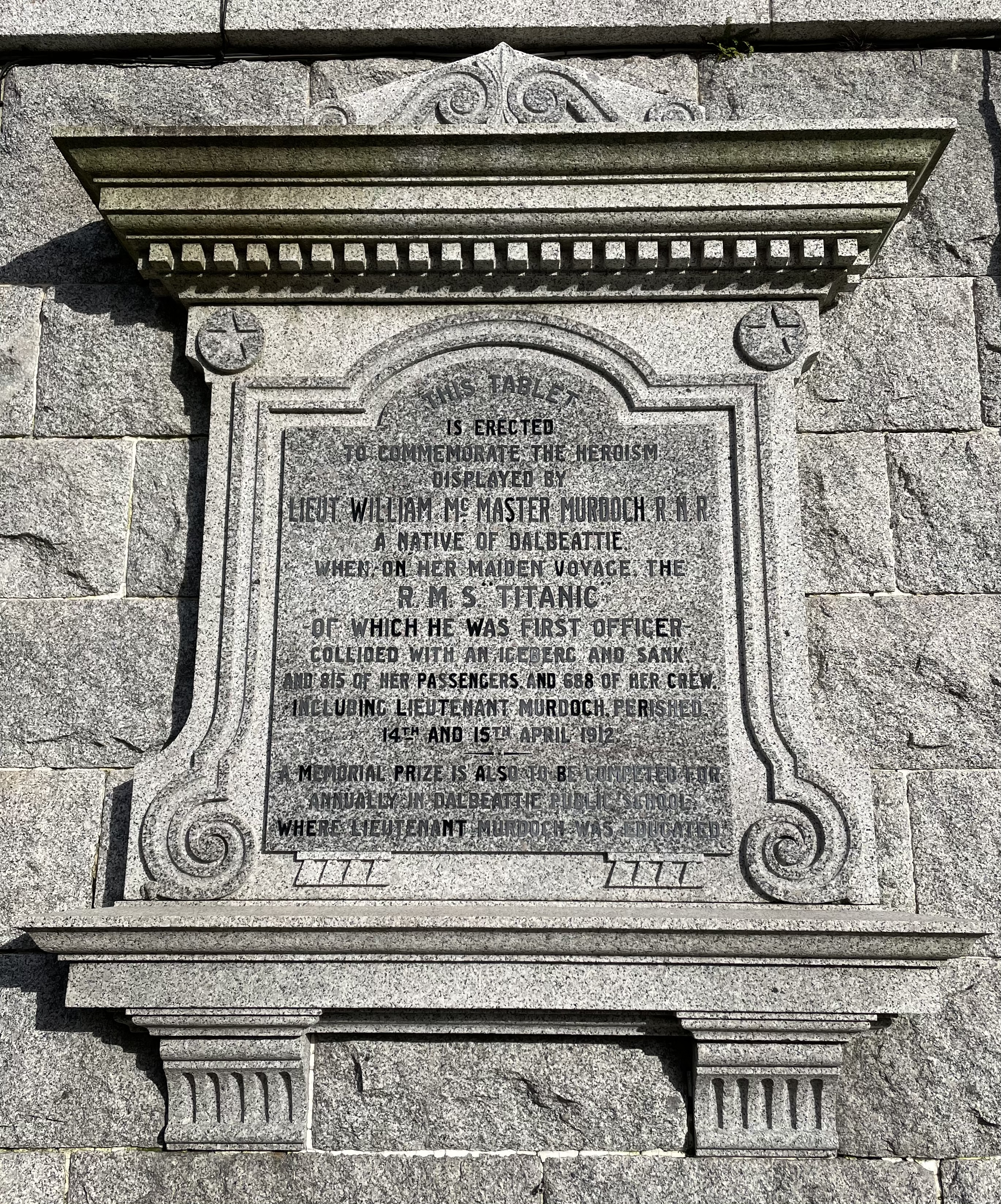
Memorial a William Murdoch a Dalbeattie.

Avui dia, a la seva casa de la ciutat de Dalbeattie, es troba una placa commemorativa al seu valor.

## Representació en pel·lícules
En la pel·lícula Titanic de 1953 va ser interpretat per Barry Bernard. En la pel·lícula de 1958 A Night to Remember va ser interpretat per Richard Leech. En la pel·lícula feta per a televisió de 1979 S.O.S. Titanic, va ser interpretat per Paul Young. El 1996, en una altra versió feta per a televisió, va ser interpretat per Malcolm Stewart i finalment en la pel·lícula de 1997, va ser interpretat per Ewan Stewart.

### Controvèrsies
Després de l'estrena en 1997 de la pel·lícula Titanic, es va desencadenar una gran controvèrsia entorn del paper que li va ser atorgat a Murdoch. En la pel·lícula, es mostra a Murdoch com un oficial corrupte i com el responsable de disparar a dos passatgers i matar-los, a més d'afirmar que es va suïcidar.
La controvèrsia va créixer fins al punt que quan Scott, nebot de Murdoch, va veure la pel·lícula, va exigir una retractació pública i una indemnització per embrutar l'heroica actuació del seu oncle. Després d'aquesta queixa provinent d'un familiar de Murdoch, el vicepresident de Fox, Scott Neeson, va visitar Dalbeattie, on Murdoch vivia, per disculpar-se personalment i per donar 5000 lliures esterlines a la Dalbeattie High School per estimular al William Murdoch Memorial Prize (una distinció donada als alumnes). En la versió de DVD de la pel·lícula, James Cameron es va disculpar pel rol que li va donar a Murdoch però va afirmar que molts oficials van disparar per fer respectar la regla de "dones i nens primer".
El 2004, Cameron va ser premiat a la Universitat de Southampton i allà es va referir novament a Murdoch dient que podia haver estat un error haver-ho representat amb l'arma.